# Caisse noire
Une caisse noire est une réserve d'argent, généralement illicite, servant à financer des actions souvent illicites comme le versement de pots-de-vin, par exemple pour la conclusion d'une vente.

## Historique
Dans l'industrie des chemins de fer, au début du XIXe siècle, les employés ont tenté de s'associer afin de fonder une société de secours mutuel pour venir en aide aux familles des ouvriers frappés par la maladie. Les gouvernants de l'époque, craignant les associations ouvrières, refusèrent d'autoriser de telles activités sur le plan national. Faute de pouvoir organiser la mutualité et l'entraide sur le plan national, ce fut en secret et presque dans la clandestinité que se firent les quêtes pour les familles des ouvriers frappés par des accidents ou des maladies.
Il régnait dans les lieux de travail, au moment de chaque paie, une activité discrète provoquée par le passage de la caisse noire portée par trois délégués qui circulaient dans l'établissement et se présentaient auprès de chaque employé pour recueillir sa contribution.
L'expression caisse noire vient de cette pratique. Au départ blanche (car faite de bois blanc), la caisse, qui passait entre mille mains enduites de charbon, de cambouis ou de suie, devenait vite noire. On prit alors l'habitude de la peindre en noir comme l'étaient tous les meubles et accessoires des dépôts et ateliers ferroviaires.
Ce n'est qu'après que le terme de caisse noire a évolué, son caractère clandestin recouvrant l'utilisation d'argent illicite.

## Source
- Henri Vincenot, La vie quotidienne dans les chemins de fer au XIXe siècle, pages 53 et 54

## Exemple
- Affaire des caisses noires de la CDU